# Rete tranviaria di Liberec
La rete tranviaria di Liberec è la rete tranviaria che serve la città ceca di Liberec, composta da cinque linee.